# Salem (Connecticut)
Salem – miasto w Stanach Zjednoczonych, w stanie Connecticut, w hrabstwie New London.